# 鍵田忠兵衛
鍵田 忠兵衛（かぎた ちゅうべえ、1957年（昭和32年）8月6日 - 2011年（平成23年）12月16日）は、日本の政治家。奈良県議会議員、奈良市長、衆議院議員（自由民主党所属）を歴任。剣道、長谷川英信流居合を修行し、宝蔵院流槍術第20世宗家でもある。
奈良市長、衆議院議員を1期務めた鍵田忠三郎の次男。

## 略歴
- 1976年
  - 3月 - 奈良育英高等学校を卒業。
  - 4月 - 国士舘大学政経学部へ入学。
- 1980年
  - 3月 - 同大学を卒業。
  - 4月 - 近鉄百貨店へ入社。
- 1983年
  - 3月 - 鍵田忠三郎事務所に入所。
  - 12月 - 衆議院議員に当選した父、鍵田忠三郎の公設秘書となる。
- 1987年9月 - 中曽根康弘の私設秘書となる。
- 1989年11月 - 父、忠三郎の秘書となる。
- 1995年4月 - 奈良県議会議員選挙に当選。以来、県議を3期9年務める。
- 2004年9月5日 - 奈良市長選挙に大川靖則市長の対立候補として無所属で立候補し当選。
- 2005年
  - 6月24日 - 奈良市長辞職。
  - 7月31日 - 奈良市長選挙で落選。
  - 9月11日 - 第44回衆議院議員総選挙で自民党から立候補し、当選。
- 2006年
  - 9月8日 - 自民党総裁選で麻生太郎の推薦人名簿に名を連ねる。
  - 10月 - 志帥会に入会。
- 2009年
  - 5月13日 - 奈良市長選に立候補予定のため、河野洋平衆議院議長に衆議院議員辞職願を提出し、同日午後の衆議院本会議で許可された[2]。
  - 7月12日 - 奈良市長選挙において、民主党推薦で33歳のNPO役員仲川元庸に次点で敗れる[3]。
- 2011年
  - 4月10日 - 奈良県議会議員選挙にて奈良市選挙区より無所属で立候補し、トップ当選。
  - 12月16日 - 外遊先の大韓民国・済州島で死去[4]。54歳没。

## 市長選挙
2004年9月5日の奈良市長選挙時に県議を辞職し、自民党を離党して無所属で立候補。父の故・鍵田忠三郎以来の後援会を背景に、1991年以来3期にわたって市長に在職していた大川靖則（奈良市職員出身、自民、社民、公明の推薦）を破り、初当選した。

### 市議会との対立
奈良市議会は大川前市長を推薦した3党が多数を占め、オール野党状態にあった。また、鍵田自身への反発もあり、提出する人事や予算や提案は否決。また予算を巡っては、予算が選挙公約と食い違うことでも議会と対立。
また、県議時代に相続した父・忠三郎の遺産を巡る相続税の不納欠損（未納）問題や、当選後に市内の寺への50万円を寄付した事が政治家として禁じられた行為である公職選挙法に触れるのではという疑惑が表面化する。
この相続の税金が未納であった問題に対して鍵田自身は、滞納税については市役所の手続きに問題があったとし、寄付金については金銭の支払い事実を認めながらも、檀家としての寄付だと弁明している。
2004年9月の奈良市長選挙時に行った経歴詐称と先の寄付行為により公職選挙法違反で書類送検される。さらに、県議時代には勤務事実のない事業所から社会保険の不正取得を行っていたという疑惑も浮上。
これらの疑惑をうけ、奈良市議会により辞職勧告決議が可決、2005年6月22日にはさらに同議会に不信任決議を可決される。それに伴い、6月24日に地方自治法に基づいて議会を解散し、辞職した。

## やりなおし市長選
これらの事柄にともない、奈良市長・市議会選挙の公示には前奈良県教育長の藤原昭、政治団体代表の辻山清らが出馬。2005年7月31日投票、即日開票により、鍵田は約7000票差で藤原に敗れる。とはいえ、市議選では親鍵田を表明した候補が票を伸ばし、議会の最大会派の一つになるなど、鍵田当人の議会からの退場効果は見られた。
| 当落 | 得票数 | 候補者     | 党派   | 前歴 | 備考                                 |
| ---- | ------ | ---------- | ------ | ---- | ------------------------------------ |
| 当   | 72,302 | 藤原昭     | 無所属 | 新人 | 自・社・公の推薦、民の支持、共の支援 |
|      | 65,289 | 鍵田忠兵衛 | 無所属 | 前職 |                                      |
|      | 7,600  | 辻山清     | 諸派   | 新人 | 泡沫候補として知られる               |

## 衆議院選挙（比例代表）
自民党執行部は8月13日、第44回衆議院議員総選挙の奈良県第1区での擁立方針を決定。これは郵政民営化をめぐる国会で、奈良1区から立候補予定の森岡正宏議員が郵政民営化法案に反対したことにより、自民党執行部が彼の対立候補を立てようとしたためである。なお、奈良1区は旧都祁村を除く奈良市全域である。
総選挙は2004年8月30日公示、9月11日投票。選挙戦は自民党の鍵田と無所属の森岡、民主党の前職の馬淵澄夫、共産党の細野歩が立候補。公明党は推薦を見送ったものの、鍵田は組織戦を展開。小選挙区では馬淵に約6000票差で敗れたものの、比例近畿ブロックで当選した。
2008年9月25日、奈良県庁で記者会見を行い次期衆議院選挙には不出馬の意向を表明。2009年5月13日に衆議院議員を辞職した。
| 当落 | 得票数 | 惜敗率  | 候補者     | 党派                   | 議員歴 | 備考               |
| ---- | ------ | ------- | ---------- | ---------------------- | ------ | ------------------ |
| 当   | 73,062 | 100.00% | 馬淵澄夫   | 民主党（比例重複）     | 前     |                    |
| 比   | 66,215 | 90.62%  | 鍵田忠兵衛 | 自由民主党（比例重複） | 新     | 刺客候補           |
|      | 41,914 | 57.36%  | 森岡正宏   | 無所属                 | 前     | 前回は比例、造反組 |
|      | 15,071 | 20.62%  | 細野歩     | 日本共産党             | 新     |                    |

## 再々度の奈良市長選
2009年3月9日、現職の奈良市長である藤原昭が、同年7月の任期満了を控え、次期奈良市長選挙に出馬しない旨を表明したため、前回の市長選で次点で敗れていた鍵田は、2009年5月13日、衆議院議員を辞職して、再々度の奈良市長選挙に備えた。2009年7月5日告示、同月12日投開票の奈良市長選挙において、鍵田は、元奈良市長・前衆議院議員として政治経験の豊富さを有権者に訴えたが、衆議院議員を辞職したことについては十分な理解を得られなかった。他方、名古屋市長選で河村たかしが当選して以来、さいたま市長選挙（清水勇人）、千葉市長選挙（熊谷俊人）、静岡県知事選挙（川勝平太）と地方選4連勝で勢いに乗っている民主党は、33歳のNPO役員仲川元庸を推薦していたが、民主党の勢いのまま、仲川元庸が奈良市長の座を射止めた
。なお同じ7月12日、奈良市議会議員選挙の投開票や東京都議会議員選挙の投開票も行われていたが、どちらでも民主党の圧勝、自民党隠しあるいは自民党の惨敗となっており、世論調査の通り、麻生太郎内閣・麻生自民党に対する圧倒的不支持がそのまま地方選挙に影響しているということが十分裏付けられる形となった。
| 当落 | 得票数 | 候補者     | 党派   | 前歴 | 備考                   |
| ---- | ------ | ---------- | ------ | ---- | ---------------------- |
| 当   | 76,707 | 仲川元庸   | 無所属 | 新   | 民主党推薦             |
|      | 62,958 | 鍵田忠兵衛 | 無所属 | 元   | 自由民主党・公明党推薦 |
|      | 24,340 | 小林照代   | 無所属 | 新   | 日本共産党推薦         |

## その他
- 日中国会議員書画展へ書画を提供している[14]。

## 関係団体
- 北京オリンピックを支援する議員の会
- 日韓議員連盟
- 歴史事実委員会